# Puymaurin
Puymaurin település Franciaországban, Haute-Garonne megyében. Lakosainak száma 310 fő (2022. január 1.). Puymaurin Molas, Anan, L’Isle-en-Dodon, Montesquieu-Guittaut, Nénigan, Saint-Ferréol-de-Comminges, Gaujan és Cap d'Astarac községekkel határos.

## Népesség
A település népességének változása:
| Lakosok száma | 408  | 365  | 321  | 293  | 300  | 301  | 296  | 291  | 297  | 310  |
|               | 1968 | 1982 | 1990 | 2006 | 2013 | 2015 | 2017 | 2019 | 2020 | 2022 |